# آشلي كامينجز
آشلي كامينجز (بالإنجليزية: Ashleigh Cummings)‏ هي ممثلة أسترالية، ولدت في 11 نوفمبر 1992 في السعودية.

## أعمال

### أفلام
- (2010) غدا
- (2019) الحسون

## وصلات خارجية
- آشلي كامينجز على موقع IMDb (الإنجليزية)
- آشلي كامينجز على موقع ميتاكريتيك (الإنجليزية)
- آشلي كامينجز على موقع روتن توميتوز (الإنجليزية)
- آشلي كامينجز على موقع قاعدة بيانات الأفلام العربية
- آشلي كامينجز على موقع ألو سيني (الفرنسية)
- آشلي كامينجز على موقع ميوزك برينز (الإنجليزية)
- آشلي كامينجز على موقع أول موفي (الإنجليزية)
- آشلي كامينجز على موقع قاعدة بيانات الأفلام السويدية (السويدية)
- آشلي كامينجز على موقع ديسكوغز (الإنجليزية)
- آشلي كامينجز على موقع قاعدة بيانات الفيلم (الإنجليزية)